# Portugal International 1976
Die Portugal International 1976 fanden vom 29. bis zum 30. Mai 1976 statt. Es war die 11. Auflage dieser internationalen Titelkämpfe von Portugal im Badminton.

## Titelträger
| Disziplin    | Sieger                           |
| ------------ | -------------------------------- |
| Herreneinzel | Michael Wilks                    |
| Dameneinzel  | Jane Webster                     |
| Herrendoppel | Michael Wilks Peter Bullivant    |
| Damendoppel  | Jane Webster Kathleen Redhead    |
| Mixed        | Peter Bullivant Kathleen Redhead |